# Casorezzo
Casorezzo (Casorezz in dialetto milanese, AFI: [kazuˈrɛts], Casoesso in dialetto legnanese, AFI: [kazuˈɛsu]) è un comune italiano di 5 641 abitanti della città metropolitana di Milano in Lombardia.

## Storia

### Epoca romana e le prime tracce etimologiche

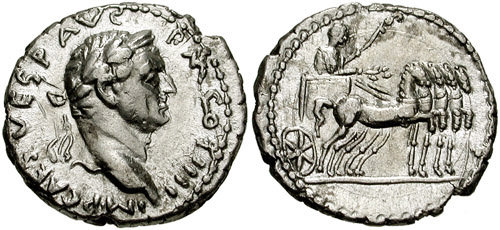
Moneta di Vespasiano simile a quella ritrovata a Casorezzo

Casorezzo è indicata nella sua storia con il nome di Casobrecio, Caxorizio, Cosorezo o anche Coxoretio, Casourezo, Consoretio; pare derivino questi nomi dal latino Domus retium, ossia "casa delle reti". Effettivamente tracce di romanizzazione nell'area sono state ritrovate grazie a una necropoli emersa a inizio Novecento dove è stata ritrovata una moneta di bronzo recante l'effigie di Vespasiano.

### Medioevo
Nel 1009 vi sorgeva un castello in legno con quattro torri, circondato da un fossato e posto tra folti boschi (fra le sue mura sorgeva l'antica chiesa dedicata a san Giorgio), che doveva essere una costruzione utilizzata come casa di campagna per svaghi di caccia e pesca di patrizi milanesi. Da alcuni documenti si ha notizia che nel gennaio 1009 l'arcivescovo di Milano Arnolfo II operava una permuta dei beni con Giovanni, sacerdote officiante nella basilica di San Giorgio. L'arcivescovo Arnolfo donava al prete edifici e terre di ragione della casa di sant'Ambrogio e dell'arcivescovo stesso, ricavandone in cambio beni e fondi a Casorbecio.
Esisteva anche un monastero detto delle Suore Umiliate, chiamato Domus Capucinarum o Casa delle Cappuccine: questa testimonianza ci perviene da uno scritto datato 27 febbraio 1292; cita espressamente il documento: "…l'Arcivescovo Ottone Visconti concedeva alle suore della casa delle cappuccine di Casorezzo, d'ordine Umiliato, di permutare un sedime con Guidotto Colderarvio".
Nella matricola dei nobili fatta nel 1377 si ricordano i "Medici de Casoretio", che fecero un lascito di beneficenza: il 9 dicembre 1415 la nobile Caterina detta Donona figlia di Giovannolo de' Medici e di Aicola De' Ghezi, faceva donazione a Cristoforo de' Medici di una vigna giacente nel territorio di Coxoretio.

### Epoca moderna
La vita dell'antico villaggio era dunque imperniata sulla chiesa, sul monastero delle Umiliate e sulle case dei patrizi alternatisi nel possedere le terre e i beni di Casorezzo. Nel 1497, il 24 marzo, Ambrogio de' Crivelli dichiarava di aver acquistato un messale per uso del suo altare posto nella chiesa di San Giorgio in Cosorezio. Il 24 settembre 1523 Umberto Crivelli lasciava per testamento alla fabbrica della chiesa di San Giorgio di Casorezzo 50 lire imperiali da convertirsi in riparazioni alla chiesa e alla cappella di Santa Maria. La nobile Margherita Crivelli, con un suo testamento del 28 ottobre 1565 lasciava agli scolari della chiesa di San Giorgio, 3 pertiche di campo al trebbiano. Il 2 ottobre 1564 "Messer Francesco De Litti" (o Litta) abitante in Sacconago sposava Caterina de Crivelli; il matrimonio fu celebrato a Casorezzo. La famiglia Crivelli possedeva dunque beni a Casorezzo e parte di questi erano alle Trebbie, sulla strada per Furato. Un'altra famiglia che abitava ed era in possesso di beni a Casorezzo, era la famiglia Gaio. Altri possidenti in Casorezzo erano il nobile Francesco Bernardino e Leandro Visconti.
Nel 1566 san Carlo Borromeo visitò Casorezzo nell'ambito di una visita pastorale. Nel 1570 il comune contava 479 abitanti, saliti a soli 566 nel 1775, a quasi due secoli di distanza. Nel medesimo censimento settecentesco, apprendiamo inoltre che l'abitato era prevalentemente a carattere rurale e non esisteva un podestà, né un capitano della polizia, né tantomeno un medico.
Le condizioni economiche del paese iniziarono a mutare dal 1840 quando i conti Caccia-Dominioni impiantarono la prima filanda a vapore che andò progressivamente a sostituire le produzioni artigianali di fustagno che pure rappresentavano una piccola risorsa nell'abitato. Già nel 1866 la presenza della filanda aveva portato al censimento di 5226 gelsi su tutto il territorio comunale, necessari per la coltivazione del baco da seta.
Il 24 febbraio 1869, re Vittorio Emanuele II decretò la soppressione del vicino comune di Ossona e la sua aggregazione a quello di Casorezzo come frazione, dal momento che l'abitato casorezzese presentava un numero maggiore di abitanti. La situazione sembrò essere accettata pacificamente da ambo le parti sino al 1887 quando il comune di Casorezzo si rifiutò di contribuire alla costruzione dell'ingresso del cimitero di Ossona, fatto che accese inevitabilmente la rivalità tra le due realtà. L'ex comune di Ossona mosse un primo esposto al Ministero degli Interni nel 1890 chiedendo la scissione dal comune di Casorezzo, ma senza successo. Infine il 10 giugno 1909 re Vittorio Emanuele III decretò la definitiva divisione dei due comuni, anche per il fatto che entrambi nel frattempo avevano raggiunto il numero di 1 500 abitanti, necessario per costituirsi in comune a norma di legge.
Intanto il 1º febbraio 1880 il comune di Casorezzo aveva acconsentito al passaggio sul proprio territorio della tramvia Sedriano-Arluno-Busto Garolfo-Busto Arsizio che permetteva un più rapido collegamento con i paesi circostanti come diramazione della tramvia Milano-Castano-Magenta (il famoso Gamba de Legn).
Al 1912 la filanda Caccia-Dominioni rimaneva la realtà industriale di maggior peso con 150 operai su una popolazione di oltre 1 800 abitanti come riferirà la visita pastorale del cardinale Andrea Carlo Ferrari nel 1917.

### Simboli
Lo stemma comunale e il gonfalone sono stati concessi con decreto del presidente della Repubblica del 1º dicembre 1952.
L'immagine del castello ricorda l'esistenza nel Medioevo di una grande fortezza dotata di quattro torri laterali e circondata da un fossato.
Il gonfalone è un drappo di bianco e di rosso.

## Monumenti e luoghi d'interesse

### Architetture religiose

#### Chiesa di San Giorgio Martire

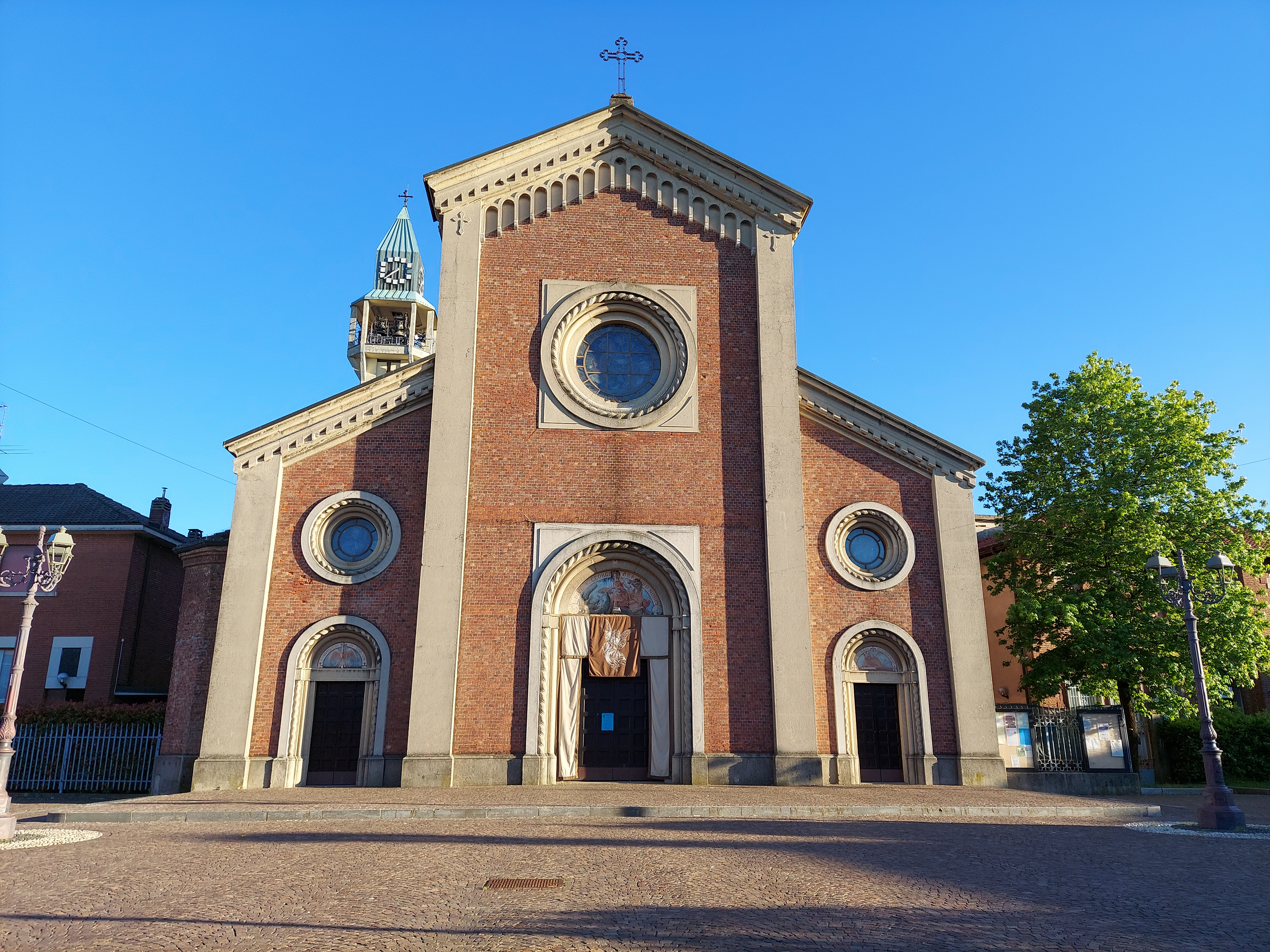
Chiesa di San Giorgio Martire

La costruzione attuale, risalente al 1913 quando venne consacrata dall'arcivescovo Andrea Carlo Ferrari, prende in realtà il nome dal castello locale dedicato a san Giorgio, sulle cui rovine sorge l'edificio. Una prima notizia della presenza di una cappella dedicata a san Giorgio nel territorio di Casorezzo risale al citato documento del 1009 a opera dell'arcivescovo di Milano, dove essa aveva appunto la funzione di luogo di culto del fortilizio presente in loco.
Con la decadenza del castello e l'espandersi dell'abitato, già al 1398 la cappella fu elevata al rango di parrocchia e inclusa nella pieve di Parabiago.

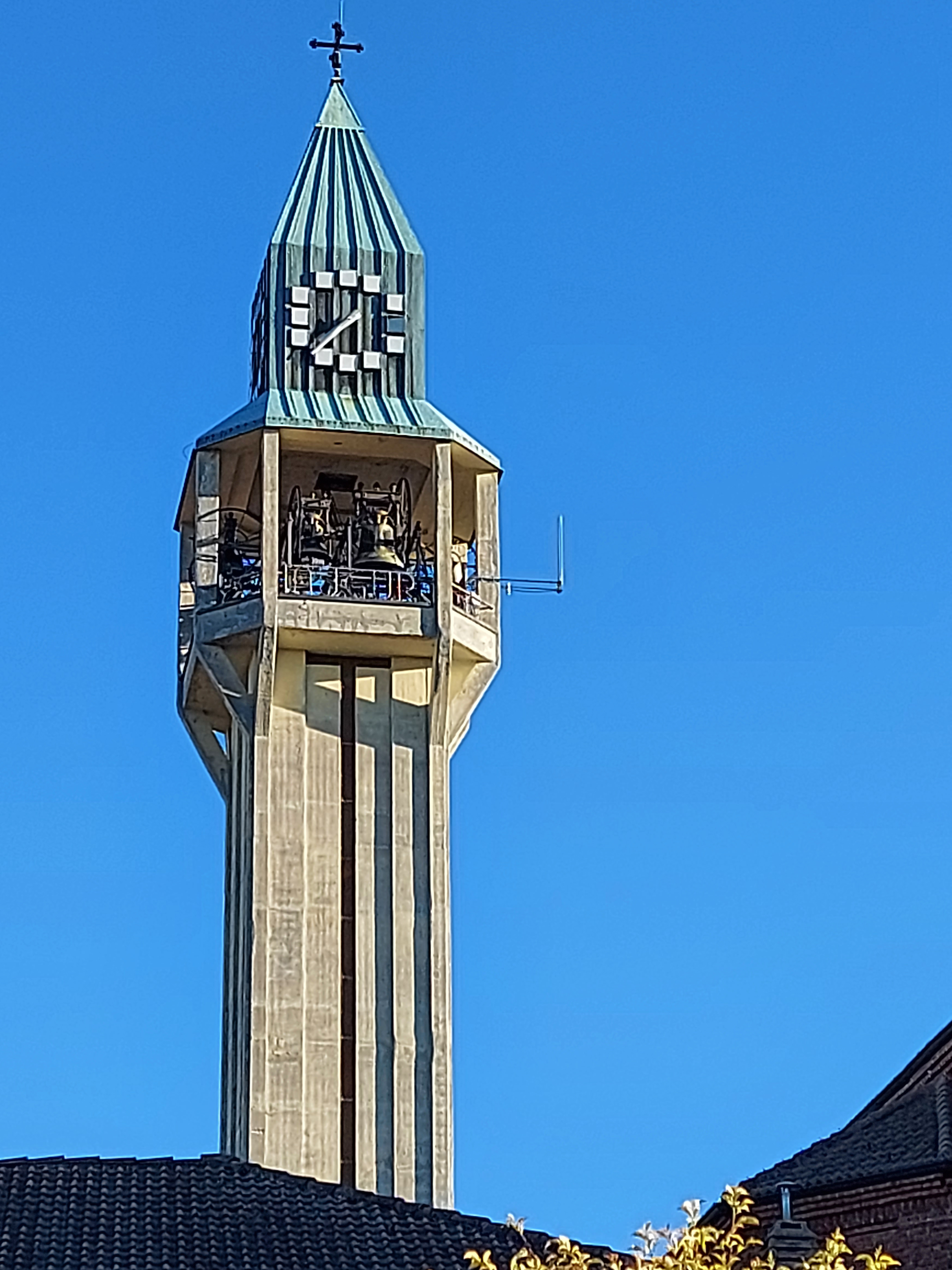
Il campanile della chiesa

La chiesa attuale, costruita in stile neoromanico (a differenza della precedente struttura di forme barocche), si presenta a tre navate interne con tre altari; oltre a quello maggiore troviamo un altare dedicato a sant'Antonio da Padova e l'altro dedicato alla Madonna della Pace, commissionato durante la prima guerra mondiale. Quello che maggiormente salta all'occhio osservando la struttura della chiesa è la presenza dell'attuale campanile che stona completamente con lo stile architettonico della chiesa: esso è infatti una costruzione moderna in quanto il precedente campanile, sopraelevato e dotato di un nuovo concerto di campane nel 1894, venne col tempo a presentare problemi strutturali che lo resero difficile da mantenere in piedi e per questo nel 1960 venne demolito, costruendo l'attuale struttura di stile moderno dal 1966. Contemporaneamente venne eretta anche la nuova casa parrocchiale in sostituzione della precedente in stato decadente. Le nuove opere vennero inaugurate dall'arcivescovo Colombo nel 1971.

#### Oratorio di San Salvatore

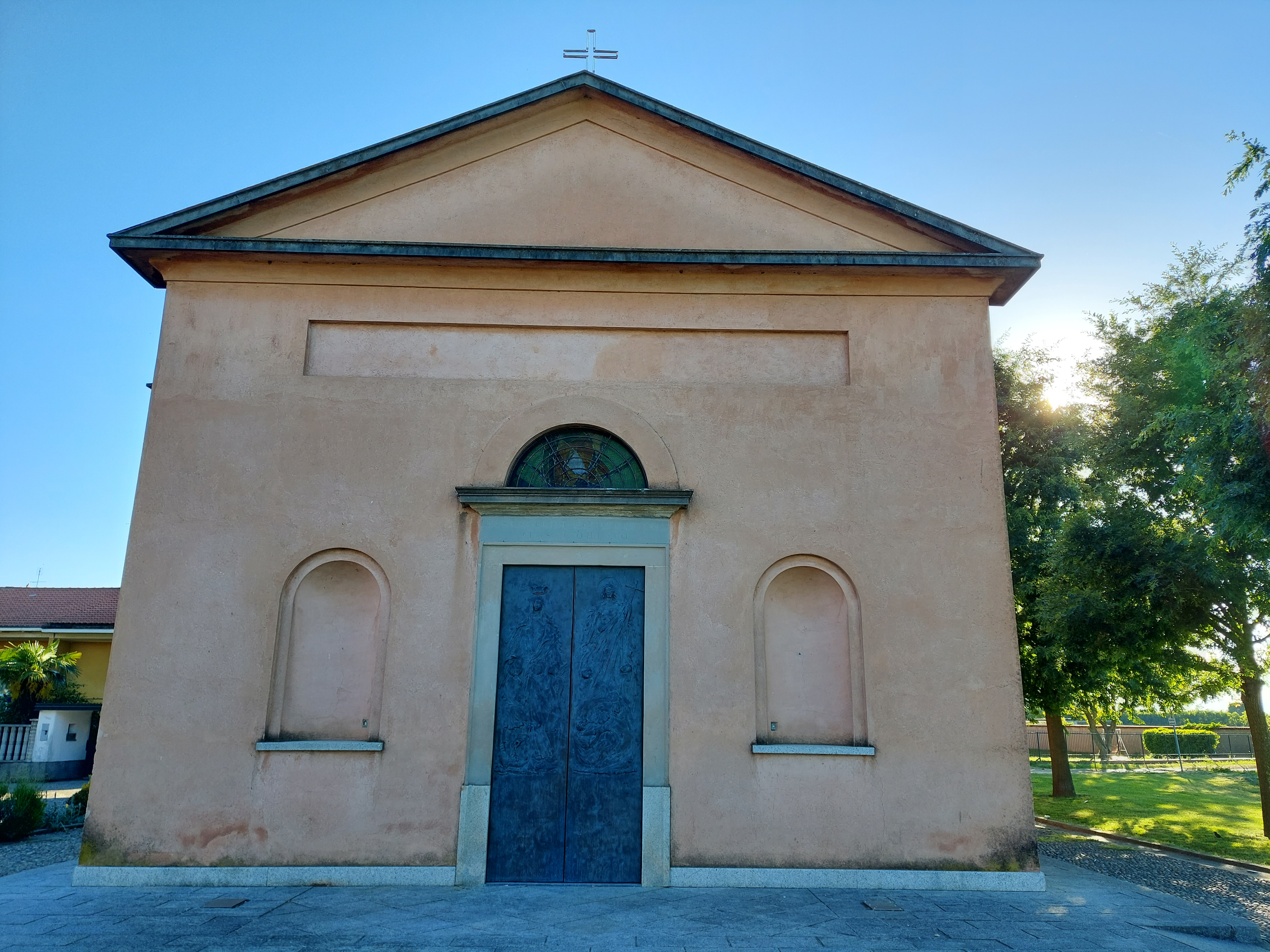
Oratorio di San Salvatore

Di origine romanica, l'oratorio di San Salvatore presenta importanti affreschi dell'XI secolo con influenze bizantine assieme ad altre opere a fresco realizzate nel XVI secolo ed ascrivibili alla scuola luinesca e firmati da tale Bernardino "de Albertonibus" da Busto con la collaborazione di tale Giorgio da Saronno.
L'edificio, eretto su un antico sentiero che ancora oggi conduce da Casorezzo a Busto Garolfo, appare già citato da Goffredo da Bussero che però lo vuole dedicato al Salvatore e a sant'Ilario di Poitiers. Alla visita di Carlo Borromeo del 1566, l'oratorio si presentava in buone condizioni e ornato a dovere. Al di fuori di esso si estendeva un piccolo cimitero.
È contraddistinto da una facciata ampiamente rimaneggiata dopo l'erezione della chiesa che presenta due nicchie che spezzano il motivo della costruzione e più in alto, in un fascione, si trova la dedica "Deo Salvatori et Reginae Martyrum".

### Aree naturali

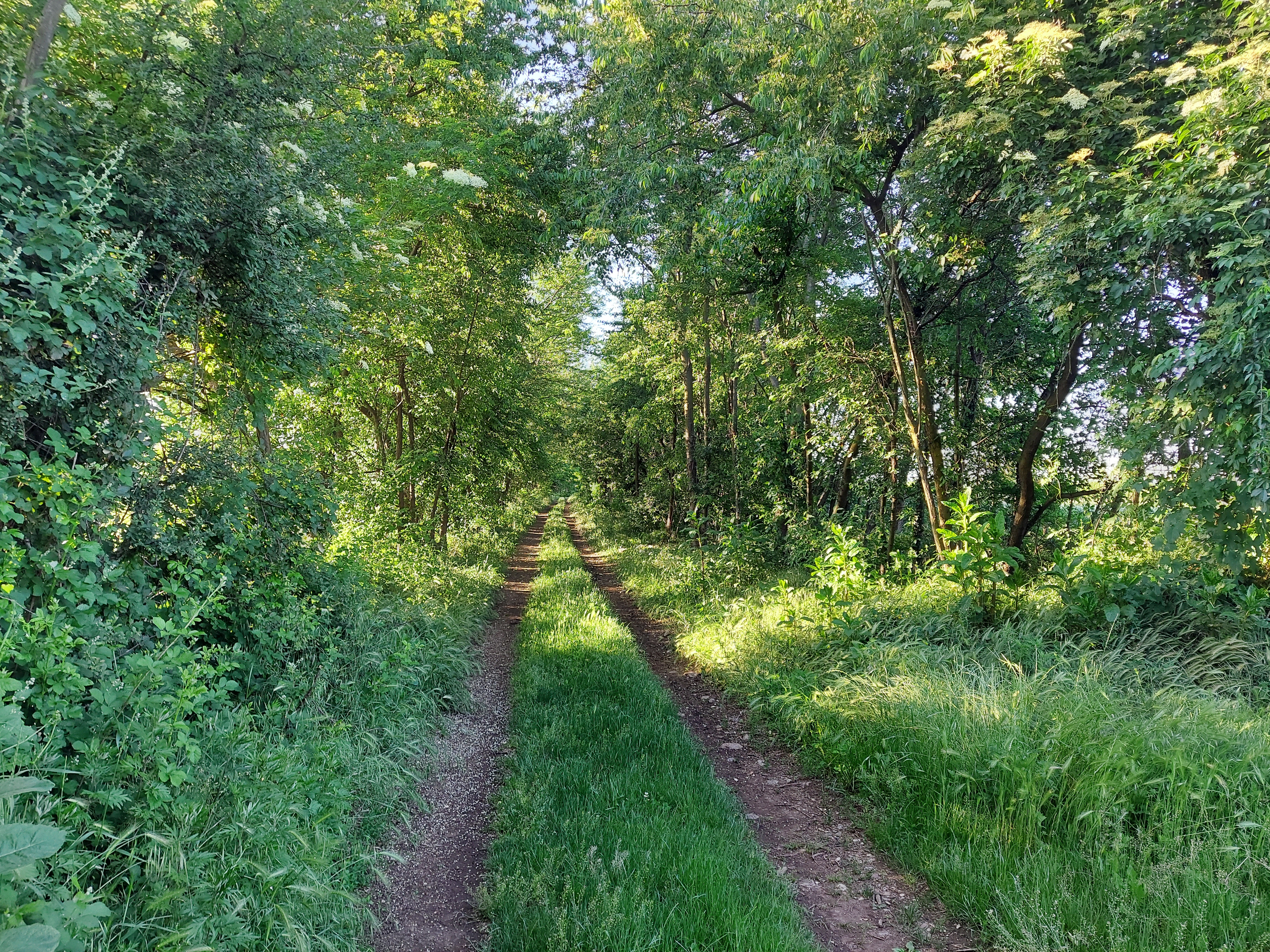
Un sentiero nel Parco del Roccolo a Casorezzo

Alcune parti boschive e agricole del Comune, sono state comprese nel Parco del Roccolo, del quale attualmente la sede è in paese. Esso è stato istituito nel 1991 tra i comuni di Parabiago, Busto Garolfo, Casorezzo, Arluno, Canegrate e Nerviano (dal 1997), riconosciuto tale nel 1994 dalla Regione Lombardia, si estende per circa 15 000 000 di m², ed è atto alla difesa di fauna, flora e attività agricole locali. Viene caratterizzato dalla presenza di specie arboree autoctone (quercia, ciliegio, pino silvestre) e altre specie introdotte dall'uomo (robinia, castagno, quercia rossa, ciliegio tardivo (Prunus serotina)). Attualmente è in progetto una sua estensione fino al bosco WWF di Vanzago.

## Società

### Evoluzione demografica
Abitanti censiti

### Etnie e minoranze straniere
Secondo i dati ISTAT al 31 dicembre 2021 la popolazione straniera residente era di 323 persone. Le nazionalità maggiormente rappresentate in base alla loro percentuale sul totale della popolazione residente erano:
- Albania 67 1,22%
- Romania 61 1,11%
- Marocco 34 0,66%

## Cultura
Casorezzo è stata al centro, negli anni ottanta, di un'intensa attività radiofonica. Qui sorse Radio Continental One, emittente che trasmise su FM 102.650 MHz dal 1980 al 1995 (cedette l'impianto alla bergamasca Radio Zeta). Poco tempo dopo, nella seconda metà degli anni ottanta si insediò nella cittadina Radio Jolly, stazione che irradiava programmi generalisti su FM 100,700 MHz e 96,300 MHz e che resistette in un etere molto congestionato fino al 1993, allorquando alienò i propri impianti a Radio Primarete di Legnano.

## Economia
L'economia è qui da sempre legata all'agricoltura.
L'industrializzazione iniziò con il tessile, che poteva lavorare il prodotto ottenuto dal baco da seta coltivato nel territorio. Solo più tardi entrarono in paese le industrie tessili legate, anziché al carattere agricolo del paese, al tipo di industria comune a questa parte della Lombardia; iniziò da quel momento la trasformazione da paese agricolo a paese inserito in una zona industriale.
La maggiore azienda del settore operanti in paese a quei tempi, era la filanda del Cavalier Antonio Gaio, fondata dalla famiglia nel 1830. Era nel suo campo una delle più importanti della zona, dal momento che offriva lavoro a circa 150 persone, in massima parte donne, occupando una superficie di 350 m2. La filanda del Cavalier Gaio venne chiusa nell'anno del suo centenario, nel 1930.
Inoltre nei locali ora occupati dalla società "Alfa", operava l'azienda di proprietà della famiglia Ferrario, ove erano prodotti tappeti su telai a mano. Questa attività venne terminata nel 1925. Dal 1924 al 1935 fu in attività la tessitura Colombo.
Il primo stabilimento di tessitura costruito nel paese, venne realizzato a opera della ditta "Cappia Della Porta & C". Quando venne acquistato dal Commendator Ottorino Maderna nel 1898 era in funzione già da qualche anno. Nel 1940 la ditta Ottorino Maderna venne acquistata dai signori Vincenzo Zucchi e Grippa ed è ora la maggiore industria di Casorezzo. La produzione della ditta era ristretta esclusivamente ai tessuti di lino e misto lino per tovaglieria, lenzuola, asciugamani, e ai tessuti di seta pura naturale e artigianale. Nel 1942 avvenne la separazione: la sede dove era sorta la "Manifattura di Casorezzo Vincenzo Zucchi & C.S.A." diventò "Giori & C.S.p.A." che rilevò la parte azionaria del sig. Grippa. La "Vincenzo Zucchi" si stabilì definitivamente nell'azienda ex Ottorino Maderna.
Dal 2007, l'azienda ha chiuso lo stabilimento sito in Casorezzo mantenendo attivo solo il reparto legato all'outlet.

## Infrastrutture e trasporti
Il comune è posto vicino alla direttrice autostradale A4 Milano-Torino raggiungibile tramite il casello autostradale di Arluno a circa 4 km e le stazioni ferroviarie più vicine solo quelle di Parabiago (4 km) e Arluno-Vittuone (6 km).
Sono invece presenti numerose linee di trasporto su gomma gestite da ATINOM fino a giugno 2008 e successivamente da Movibus. Esse collegano il paese con i principali comuni del magentino, bustese, legnanese e con Milano.

## Amministrazione

### Sindaci durante laRepubblica Italiana
| Periodo        | Periodo        | Primo cittadino | Partito                            | Carica  | Note   |
| -------------- | -------------- | --------------- | ---------------------------------- | ------- | ------ |
| 12 giugno 2004 | 7 giugno 2009  | Roberto Gornati | Lista civica di centrodestra       | Sindaco | [ 10 ] |
| 7 giugno 2009  | 26 maggio 2014 | Roberto Gornati | Lista civica di centrodestra       | Sindaco | [ 10 ] |
| 26 maggio 2014 | 26 maggio 2019 | Pierluca Oldani | Lista civica La bottega del domani | Sindaco | [ 11 ] |
| 26 maggio 2019 | 9 giugno 2024  | Pierluca Oldani | Lista civica La bottega del domani | Sindaco | [ 12 ] |
| 9 giugno 2024  | in carica      | Rosella Giola   | Lista civica La bottega del domani | Sindaco | [ 12 ] |

## Sport
Nel 2006 è stata fondata l'Associazione Sportiva Casorezzo, militante in terza categoria nella stagione 2014/2015. Nella stagione 2016/2017 la formazione biancoverde conquista la seconda categoria vincendo il campionato e stabilendo il record di 18 vittorie consecutive senza subire mai reti in trasferta. Inoltre il 14 maggio 2017 conquista anche il "trofeo Mulazzi" laureandosi campione del comitato di Legnano.